# ليدز الشمالية الغربية (دائرة انتخابية في المملكة المتحدة)

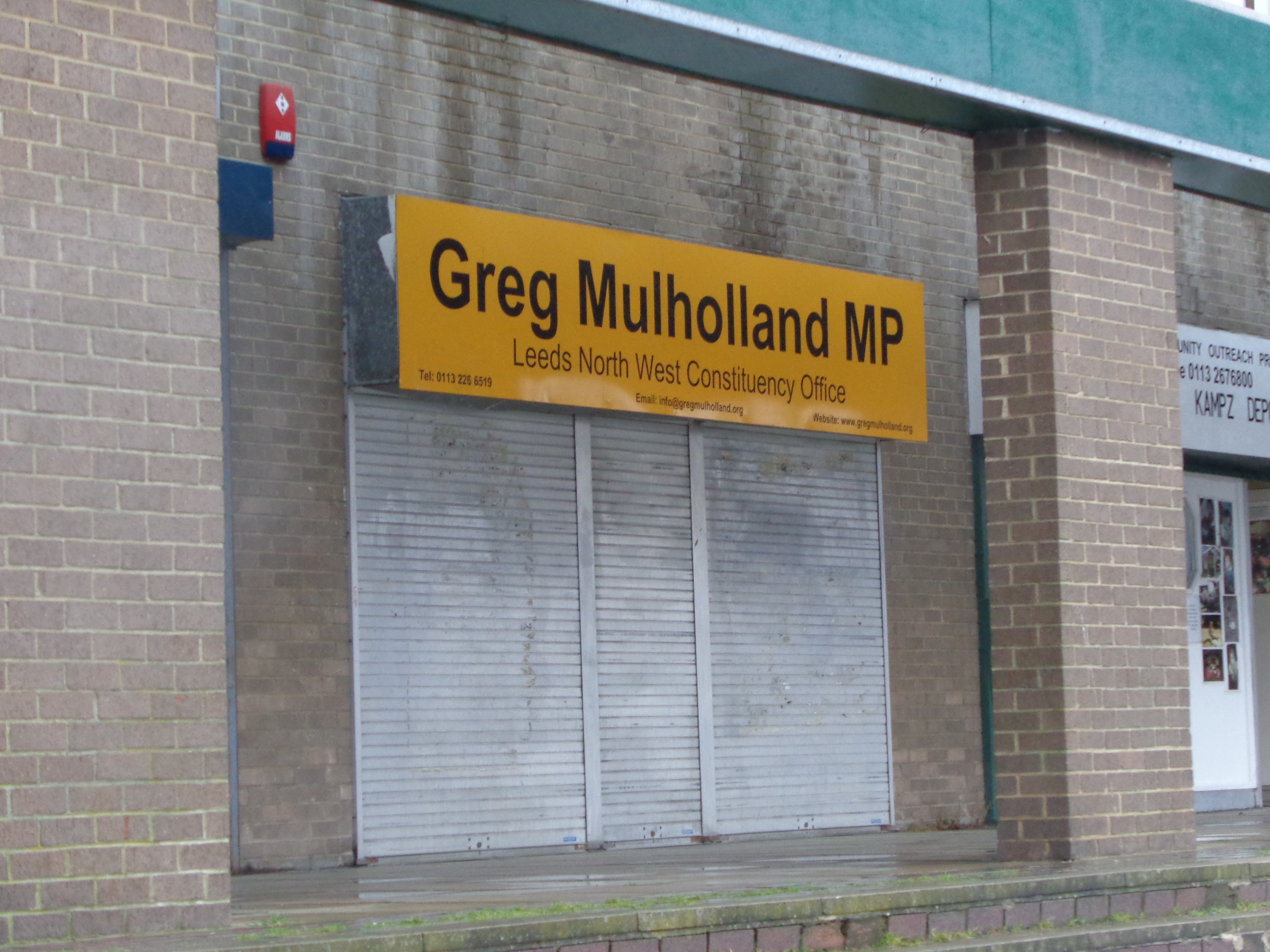

ليدز الشمالية الغربية  (بالإنجليزية: Leeds North West)‏ هي إحدى الدوائر الانتخابية في المملكة المتحدة الممثلة في مجلس العموم في برلمان المملكة المتحدة.
عضو البرلمان الذي يمثلها حالياً هو :Greg Mulholland (LD).